# Information and Censorship Section
Information and Censorship Section (INC) war eine US-amerikanische Einheit im AFHQ zur Psychologischen Kriegführung während des Zweiten Weltkrieges.

## Geschichte
Die INC wurde von General Dwight D. Eisenhower in Vorbereitung der Operation Torch zur Eroberung Nordafrikas im Herbst 1942 geschaffen. Ziel war es, die Aktivitäten von Propaganda, Zensur und Psychologischer Kriegführung zu bündeln. Robert A. McClure führte dafür militärisches und Zivilpersonal von United States Office of War Information, Office of Strategic Services, U.S. Army (Psychological Warfare Branch) und dem britischen Political Warfare Executive zusammen.
Im September 1943 beschäftigte INC 1500 Mitarbeiter, davon 700 in der psychologischen Kriegführung, die sich mit 12 Radiostationen, Flugblättern, Signalübermittlung, der Frontlinie und Besatzungsfragen befassten. Die Zensurabteilung mit 400 Mitarbeitern kontrollierte das Militär, die Post, die Pressemeldungen sowie die Telefon- und Kabelverbindungen in Nordafrika und Sizilien. Weiter leitete man 700 Franzosen an. Die Öffentlichkeitsarbeit übernahmen 100 Pressemitarbeiter und 150 Korrespondenten.
Anfang 1944 gingen die Aktivitäten auf Eisenhowers Anweisung hin in der neu formierten Psychological Warfare Division (PWD) des SHAEF auf. Nach Kriegsende wurde diese in Information Control Division (ICD) umbenannt.

## Weblink
- General Robert Alexis McClure: Major Forgotten Father of US Army Special Warfare, Colonel Alfred H. Paddock, Jr.